# Jorge Herrera Morocho
Jorge Herrera Morocho (* 1971 in der Gemeinde Toacazo, Latacunga (Cotopaxi)) ist ein ehemaliger indigener Verbandsfunktionär aus Ecuador. Er war von 17. Mai 2014 bis 16. September 2017 Vorsitzender des CONAIE.

## Werdegang
Er ist im Bereich der Umwelttechnik an der Universidad Nacional de Loja (Loja (Ecuador)) beschäftigt.
Als Kandidat der ECUARUNARI wurde er auf dem V-Kongresses der CONAIE der eine Woche im Kulturzentrum der Universidad Técnica de Ambato stattfand, zum Präsidenten der Confederación de Nacionalidades Indígenas del Ecuador gewählt.
Als Präsident CONAIE, wandte er sich im Juli 2015 gegen den Beitritt Ecuadors zu einem Freihandelsabkommen EU Kolumbien und Peru, dieses würde den Frieden und die Sicherheit der Völker untergraben.
Mitte November 2016 kommentierte er den Staatsbesuch von Xi Jinping in Quito als Symptom dafür, wie sich die Abhängigkeit Ecuadors als Lieferant von Rohstoffen für den wichtigsten industriellen Produzenten des Planeten in dieser neuen Phase der Kolonialisierung mit dem chinesischen Reich vertieft.

## Veröffentlichungen
- Plantación de protección con yagual Polylepis racemosa, en la microcuenca de los Illinizas-comunidad Razuyacu Corazón,[4]

| Vorgänger         | Amt                                                         | Nachfolger                  |
| ----------------- | ----------------------------------------------------------- | --------------------------- |
| Humberto Cholango | Vorsitzender des CONAIE 17. Mai 2014 bis 16. September 2017 | Jaime Froilan Vargas Vargas |